# Listă de conducători ai Partidului Comunist Român
Aceasta este o listă cu conducătorii Partidului Comunist Român.

## Conferința Națională din 16-22 octombrie 1945

### Secretariatul PCR
- Secretar general: Gheorghe Gheorghiu-Dej
- Secretari: Vasile Luca și Ana Pauker

## Congresul PMR din 21-23 februarie 1948

### Biroul Politic al PMR
- Membri: Gheorghe Apostol, Emil Bodnăraș, Iosif Chișinevschi, Miron Constantinescu, Teohari Georgescu, Gheorghe Gheorghiu-Dej, Theodor Iordăchescu, Vasile Luca, Alexandru Moghioroș, Ana Pauker, Lothar Rădăceanu, Gheorghe Vasilichi și Ștefan Voitec
- Membri supleanți: Chivu Stoica, Mihai Moraru, Iosif Rangheț, Zaharia Tănase și Vasile Vaida

### Secretariatul PMR
- Secretar general: Gheorghe Gheorghiu-Dej
- Secretari: Teohari Georgescu, Vasile Luca și Ana Pauker

## Plenara CC al PMR din 27 mai 1952

### Biroul Politic al PMR
- Membri: Gheorghe Apostol, Emil Bodnăraș, Petre Borilă, Iosif Chișinevschi, Miron Constantinescu, Gheorghe Gheorghiu-Dej, Alexandru Moghioroș, Constantin Pârvulescu și Chivu Stoica
- Membri supleanți: Dumitru Coliu și Iosif Rangheț

### Secretariatul PMR
- Secretar general: Gheorghe Gheorghiu-Dej
- Secretari: Gheorghe Apostol, Iosif Chișinevschi, Miron Constantinescu și Alexandru Moghioroș

## Plenara CC al PMR din 20 aprilie 1954

### Biroul Politic al PMR
- Membri: Gheorghe Apostol, Emil Bodnăraș, Petre Borilă, Iosif Chișinevschi, Miron Constantinescu, Gheorghe Gheorghiu-Dej, Alexandru Moghioroș, Constantin Pârvulescu și Chivu Stoica
- Membri supleanți: Nicolae Ceaușescu, Dumitru Coliu, Alexandru Drăghici și Iosif Rangheț

### Secretariatul PMR
- Prim-secretar: Gheorghe Apostol
- Secretari: Nicolae Ceaușescu, Mihai Dalea și Janos Fazekas

## Plenara CC al PMR din 2 octombrie 1955

### Biroul Politic al PMR
- Membri: Gheorghe Apostol, Emil Bodnăraș, Petre Borilă, Iosif Chișinevschi, Miron Constantinescu, Gheorghe Gheorghiu-Dej, Alexandru Moghioroș, Constantin Pârvulescu și Chivu Stoica
- Membri supleanți: Nicolae Ceaușescu, Dumitru Coliu, Alexandru Drăghici și Iosif Rangheț

### Secretariatul PMR
- Prim-secretar: Gheorghe Gheorghiu-Dej
- Secretari: Nicolae Ceaușescu, Iosif Chișinevschi și Janos Fazekas

## Congresul PMR din 23-28 decembrie 1955

### Biroul Politic al PMR
- Membri: Gheorghe Apostol, Emil Bodnăraș, Petre Borilă, Nicolae Ceaușescu, Iosif Chișinevschi (până în 4 iulie 1957), Miron Constantinescu (până în 4 iulie 1957), Alexandru Drăghici, Gheorghe Gheorghiu-Dej, Alexandru Moghioroș, Constantin Pârvulescu (până în iunie 1960) și Chivu Stoica
- Membri supleanți: Dumitru Coliu, Leonte Răutu, Leontin Sălăjan și Ștefan Voitec + Grigore Preoteasa (din 14 iulie 1957)

### Secretariatul PMR
- Prim-secretar: Gheorghe Gheorghiu-Dej
- Secretari: Nicolae Ceaușescu, Iosif Chișinevschi (până în 4 iulie 1957), Janos Fazekas + Grigore Preoteasa (din 14 iulie 1957)

## Congresul PMR din 20-26 iunie 1960

### Biroul Politic al PMR
- Membri: Gheorghe Apostol, Emil Bodnăraș, Petre Borilă, Nicolae Ceaușescu, Alexandru Drăghici, Gheorghe Gheorghiu-Dej (până în 19 martie 1965), Alexandru Moghioroș, Ion Gheorghe Maurer și Chivu Stoica
- Membri supleanți: Dumitru Coliu, Leonte Răutu, Leontin Sălăjan și Ștefan Voitec

### Secretariatul PMR
- Prim-secretar: Gheorghe Gheorghiu-Dej (până în 19 martie 1965)
- Secretari: Nicolae Ceaușescu, Mihai Dalea și Janos Fazekas (până în 21 martie 1961) + Chivu Stoica (din 21 martie 1961)

## Plenara CC al PMR din 22 martie 1965

### Biroul Politic al PMR
- Membri: Gheorghe Apostol, Emil Bodnăraș, Petre Borilă, Nicolae Ceaușescu, Alexandru Drăghici, Ion Gheorghe Maurer, Alexandru Moghioroș și Chivu Stoica
- Membri supleanți: Dumitru Coliu, Leonte Răutu, Leontin Sălăjan și Ștefan Voitec

### Secretariatul PMR
- Prim-secretar: Nicolae Ceaușescu
- Secretari: Mihai Dalea, Paul Niculescu Mizil și Ilie Verdeț

## Congresul al IX-lea al PCRdin 19-24 iulie 1965

### Prezidiul CC al PCR
- Membri: Gheorghe Apostol, Alexandru Bârlădeanu (până în 18 decembrie 1968), Emil Bodnăraș, Nicolae Ceaușescu, Alexandru Drăghici (până în 8 decembrie 1967), Ion Gheorghe Maurer și Chivu Stoica + Paul Niculescu Mizil și Ilie Verdeț (din 28 iunie 1966)

### Secretariatul PCR
- Secretar general: Nicolae Ceaușescu
- Secretari: Mihai Dalea, Alexandru Drăghici (până în 8 decembrie 1967), Manea Mănescu, Alexandru Moghioroș, Paul Niculescu Mizil, Vasile Patilineț, Leonte Răutu și Virgil Trofin + Mihai Gere (din 1966), Chivu Stoica (din 8 decembrie 1967) și Dumitru Popescu (din decembrie 1968)

## Congresul al X-lea al PCRdin 6-12 octombrie 1969

### Prezidiul CC al PCR
- Membri: Emil Bodnăraș, Nicolae Ceaușescu, Ion Gheorghe Maurer, Paul Niculescu Mizil (până în martie 1974), Gheorghe Pană, Dumitru Petrescu (până în 13 septembrie 1969), Gheorghe Rădulescu, Virgil Trofin și Ilie Verdeț + Manea Mănescu (din 11 februarie 1971)

### Secretariatul PCR
- Secretar general: Nicolae Ceaușescu
- Secretari: Mihai Gere, Manea Mănescu (până în noiembrie 1972), Paul Niculescu Mizil (până în 18 aprilie 1972), Gheorghe Pană, Vasile Patilineț (până în 16 februarie 1972), Dumitru Popescu și Virgil Trofin (până în 11 octombrie 1972) + Cornel Burtică (din 16 februarie 1972), Ștefan Andrei (din 18 aprilie 1972), Iosif Banc și Ion Dincă (18 aprilie 1972 - 19 iunie 1973), Miron Constantinescu (21 noiembrie 1972 - 18 iulie 1974), Ilie Verdeț (din 26 martie 1974) și Iosif Uglar (din 27 iunie 1974)

## Congresul al XI-lea al PCRdin 24-27 noiembrie 1974

### Biroul Permanent al Comitetului Politic Executiv
- Membri: Ștefan Andrei, Nicolae Ceaușescu, Manea Mănescu, Gheorghe Oprea și Ion Pățan + Cornel Burtică, Elena Ceaușescu, Gheorghe Rădulescu și Ilie Verdeț (din 25 ianuarie 1977), Paul Niculescu Mizil (din 7 martie 1978) și Iosif Banc (din 23 martie 1978)

### Secretariatul PCR
- Secretar general: Nicolae Ceaușescu
- Secretari: Ștefan Andrei (până în 23 martie 1978), Cornel Burtică (până în 7 martie 1978), Mihai Gere (până în 1976), Gheorghe Pană (până în 17 martie 1975), Iosif Uglar și Ilie Verdeț (până în 7 martie 1978) + Iosif Banc (din 17 martie 1975), Emil Bobu (17 martie 1975 - 2 februarie 1979), Constantin Dăscălescu (din iunie 1976), Aurel Duma (iulie 1976 - 7 martie 1978), Ion Stănescu (25 ianuarie 1977 - 7 martie 1978), Virgil Cazacu și Marin Vasile (din 7 martie 1978), Vasile Mușat (23 martie 1978 - 2 februarie 1979), Dumitru Popa și Ilie Rădulescu (din 29 martie 1979)

## Plenara CC al PCR și Consiliului Suprem al Dezvoltării Economice și Sociale din 28-29 iunie 1977
S–a hotărât adoptarea unui proiect de lege prin care li se interzicea cetățenilor folosirea apelativelor „domnule”, „doamnă”, „domnișoară” în relațiile de muncă, și li se impunea folosirea exclusivă a cuvintelor „tovarăș”, „tovarășă” sau „cetățean”, „cetățeancă”.

## Plenara CC al PCR din 26-27 octombrie 1977
A aprobat noul „Regulament privind organizarea și funcționarea Comisiilor pe probleme, a Secțiilor CC și Colegiului Central de Partid”.
Deși nu a fost pe ordinea de zi, la cererea unui membru al CC al PCR, Alexandru Sencovici, a fost discutată și greva minerilor din Valea Jiului din perioada 1-3 august 1977. La sfârșitul dezbaterilor, Bujor Almășan, ministrul minelor, a fost sancționat cu vot de blam.

## Congresul al XII-lea al PCRdin 19-23 noiembrie 1979

### Biroul Permanent al Comitetului Politic Executiv
- Membri: Ștefan Andrei, Iosif Banc, Emil Bobu, Cornel Burtică, Virgil Cazacu, Elena Ceaușescu, Nicolae Ceaușescu, Nicolae Constantin, Constantin Dăscălescu, Paul Niculescu Mizil, Gheorghe Oprea, Ion Pățan, Dumitru Popescu, Gheorghe Rădulescu și Ilie Verdeț

### Secretariatul PCR
- Secretar general: Nicolae Ceaușescu
- Secretari: Iosif Banc, Virgil Cazacu (până în 8 octombrie 1982), Constantin Dăscălescu (până în 21 mai 1982), Ludovic Fazekas (până în 21 mai 1982), Dumitru Popa (până în 26 martie 1980), Dumitru Popescu (până în 26 noiembrie 1981), Ilie Rădulescu (până în 26 noiembrie 1981) și Marin Vasile (din 12 februarie 1981) + Ion Coman (din martie 1980), Emil Bobu (din 12 februarie 1981), Petru Enache (din martie 1981), Marin Enache (mai 1982 - 8 octombrie 1982), Gheorghe Stoica (din 21 mai 1982), Miu Dobrescu (8 octombrie 1982 - 21 martie 1984), Ilie Verdeț (din 8 octombrie 1982), Lina Ciobanu (din 21 martie 1984), Silviu Curticeanu (din 21 martie 1984), Constantin Radu (din 21 martie 1984), Ion Radu (din 21 martie 1984) și Ion Stoian (din 21 martie 1984)

## Congresul al XIII-lea al PCR din 19-22 noiembrie 1984

### Biroul Permanent al Comitetului Politic Executiv
- Membri: Emil Bobu, Elena Ceaușescu, Nicolae Ceaușescu, Constantin Dăscălescu, Manea Mănescu, Gheorghe Oprea, Gheorghe Rădulescu și Ilie Verdeț (până în 24 iunie 1986)

### Secretariatul PCR
- Secretar general: Nicolae Ceaușescu
- Secretari: Iosif Banc (până în 24 martie 1987), Emil Bobu, Ion Coman, Silviu Curticeanu, Petru Enache (până în 18 august 1987), Constantin Radu (până în septembrie 1987), Ion Radu (până în 13 noiembrie 1985), Ion Stoian (până în 3 noiembrie 1989) și Ilie Verdeț (până în 13 noiembrie 1985) + Ștefan Andrei (13 noiembrie 1985 - 5 octombrie 1987), Cornel Pacoste (13 noiembrie 1985 - 22 octombrie 1986), Maria Ghițulică (13 noiembrie 1985 - ?), Vasile Bărbulescu (din 22 octombrie 1986), Radu Bălan (3 octombrie 1987 - 23 iunie 1988), Ion Radu (5 octombrie 1987 - 23 iunie 1988), Constantin Mitea (5 octombrie 1987 - 20 mai 1988), Gheorghe Tănase (5 octombrie 1987 - 14 aprilie 1989), Constantin Olteanu (din 27 iunie 1988), Constantin Radu (din 14 aprilie 1989), Ion Sârbu (noiembrie 1988 - 3 noiembrie 1989), Ilie Matei (din 3 noiembrie 1989) și Iosif Szasz (din 2 noiembrie 1989)

## Congresul al XIV-lea al PCRdin 20-24 noiembrie 1989

### Biroul Permanent al Comitetului Politic Executiv
- Membri: Emil Bobu, Elena Ceaușescu, Nicolae Ceaușescu, Constantin Dăscălescu, Ion Dincă, Manea Mănescu, Gheorghe Oprea și Gheorghe Rădulescu

### Secretariatul PCR
- Secretar general: Nicolae Ceaușescu
- Secretari: Vasile Bărbulescu, Emil Bobu, Ion Coman, Silviu Curticeanu, Maria Ghițulică, Ilie Matei, Radu Constantin și Iosif Szasz